# Parti kulmiye de la paix, de l'unité et du développement
Le Parti kulmiye de la paix, de l'unité et du développement (en somalien isbiga Kulmiye Nabad, Midnimo iyo Horumarka, communément appelé Kulmiye) est un parti politique somalilandais fondé en 2002 par Ahmed Mahamoud Silanyo et actuellement dirigé par Muse Bihi Abdi,,. Il est le parti au pouvoir au Somaliland depuis l'élection de 2010.

## Résultats
| Année | Voix    | %     | Rang | Élus    | +/- |
| ----- | ------- | ----- | ---- | ------- | --- |
| 2005  | 228 328 | 34,06 | 2e   | 28 / 82 | Nv  |
| 2021  | 257 020 | 36,92 | 2e   | 30 / 82 | 2   |